# 수빈 (1999년)
수빈(본명: 정수빈, 한국 한자: 鄭秀彬, 1999년 4월 5일 ~ )은 대한민국의 가수 겸 배우이다.

## 학력
- 경일고등학교 (졸업)
- 국제사이버대학교 (재학)

## 생애
2016년 데뷔한 대한민국의 보이그룹 빅톤(VICTON)의 멤버로, 팀 내 막내이며 서브보컬을 맡고 있다. 2019년 웹드라마 《다시 만난 너》에서 조아성 역과 tvN 드라마 《싸이코패스 다이어리》의 육동찬 역을 맡으며 배우로 데뷔하였다.

## 연기 활동

### 텔레비전 드라마
| 연도        | 방송사       | 제목                | 배역   | 비고     |
| ----------- | ------------ | ------------------- | ------ | -------- |
| 2019        | 플레이리스트 | 다시 만난 너        | 조아성 | 웹드라마 |
| 2019        | tvN          | 싸이코패스 다이어리 | 육동찬 | [ 1 ]    |
| 2021        | 딩고뮤직     | 썸타는 편의점       | 정수빈 | 웹드라마 |
| 2021        | EBS1         | 하트가 빛나는 순간  | 차석진 |          |
| 2021 ~ 2022 | TV조선       | 엉클                | 민지후 |          |
| 2023        | 웹드라마     | 나의 X같은 스무살   |        |          |

## 연기 외 활동

### 뮤직비디오
| 공개일          | 가수명 | 제목         | 비고 |
| --------------- | ------ | ------------ | ---- |
| 2020년 8월 27일 | 허각   | 듣고 싶던 말 |      |

### 텔레비전 프로그램
| 연도 | 방송사 | 제목     | 비고   |
| ---- | ------ | -------- | ------ |
| 2019 | 엠넷   | TMI 뉴스 | 게스트 |